# Calocosmus janus
Calocosmus janus är en skalbaggsart som beskrevs av Bates 1881. Calocosmus janus ingår i släktet Calocosmus och familjen långhorningar.
Artens utbredningsområde är Kuba. Inga underarter finns listade.